# Edmund Giebartowski

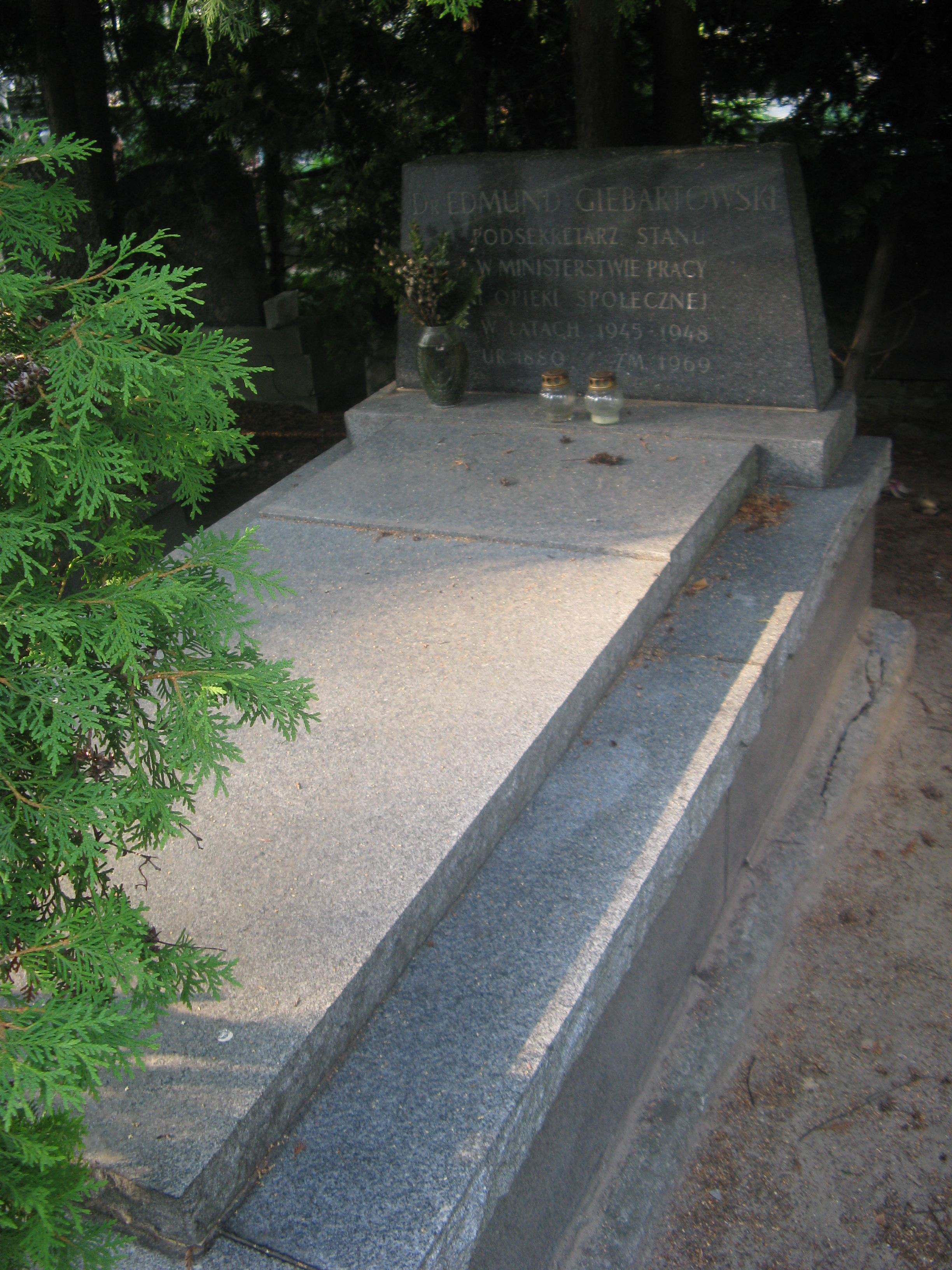
Grób Edmunda Giebartowskiego na cmentarzu Wojskowym na Powązkach

Edmund Giebartowski, ps. Paweł, Działacz, Żółty (ur. 10 lutego 1880 w Ozorkowie, zm. 13 sierpnia 1969 w Warszawie) – prawnik, polityk, wiceminister pracy i opieki społecznej (1945–1948).

## Życiorys
Urodził się w rodzinie Franciszka i Olimpii Giebartowskich. Od 1895 praktykant zduński i kursant księgowości, od 1901 urzędnik w warszawskim przedsiębiorstwie handlowym, potem w redakcji „Słowa”. W 1903 wstąpił do SDKPiL. Eksternistycznie zdał maturę i studiował na UW, później na UJ (od 1904). Od 1905 w Komitecie Łódzkim SDKPiL, jeden z czołowych działaczy tej partii podczas rewolucji 1905–1907, 2 razy aresztowany w 1905, a w 1906 na kilka miesięcy uwięziony. 18–24 czerwca 1906 w Zakopanem brał udział w V Zjeździe SDKPiL z ramienia łódzkiej organizacji partyjnej, a 13 maja – 1 czerwca 1907 był delegatem na V Zjazd SDPRR w Londynie, na którym został wybrany do komisji mandatowej. W lutym 1908 aresztowany, w sierpniu skazany na 4 lata katorgi, zbiegł w drodze na katorgę i podjął pracę w Krakowie jako urzędnik. W 1912 skończył prawnicze studia doktoranckie na UJ. Działacz krakowskiej sekcji SDKPiL. W 1914 po rozpoczęciu I wojny światowej zmuszony do opuszczenia Krakowa (był obywatelem rosyjskim), wyjechał do Wiednia, skąd wkrótce wrócił. Od grudnia 1918 organizował struktury KPRP w Małopolsce i na Śląsku Cieszyńskim, później odsunął się od czynnej działalności w ruchu komunistycznym. Od grudnia 1919 ponownie mieszkał w Warszawie, gdzie został referentem, a potem naczelnikiem wydziału Ministerstwa Pracy i Opieki Społecznej (MPiOS) (do 1935). 1922–1927 komisarz Kasy Chorych w Łowiczu, a od grudnia 1927 w Warszawie z ramienia MPiOS. Od 1935 pracował w Powszechnym Zakładzie Ubezpieczeń Wzajemnych (PZUW), od czerwca 1941 kierownik działu rolnego w Wydziale Administracyjno-Mobilizacyjnym PPS-WRN. 1942–1943 więziony przez 5 miesięcy na Pawiaku i na Majdanku. W 1943 przekazywał za pośrednictwem Społecznego Przedsiębiorstwa Budowlanego (SPB) poważne kwoty z PZUW na rzecz RPPS. 1 stycznia 1944 zaocznie wybrany członkiem KRN, od września 1944 w Piotrkowie, od stycznia 1945 kierownik Biura Ziem Zachodnich w Lublinie, od września 1946 dyrektor naczelny PZUW, 11 kwietnia 1945 – 22 listopada 1948 podsekretarz Stanu w Ministerstwie Pracy i Opieki Społecznej. Od 1946 w PPR, od 1948 w PZPR. Od 1948 dyrektor naczelny PZUW. Od marca 1952 dyrektor Państwowego Przedsiębiorstwa „Pracownie Konserwacji Zabytków”, potem pracownik Instytutu Ekologii PAN, w 1958 przeszedł na emeryturę.
Zmarł w Warszawie, pochowany na cmentarzu Wojskowym na Powązkach (kwatera A 2-TUJE-9).

## Ordery i odznaczenia
- Order Sztandaru Pracy I klasy
- Krzyż Komandorski Orderu Odrodzenia Polski (19 lipca 1946)[3]
- Krzyż Oficerski Orderu Odrodzenia Polski (30 kwietnia 1927)[4]
- Złoty Krzyż Zasługi (29 kwietnia 1930)[5]
- Medal za Warszawę 1939–1945 (17 stycznia 1946)[6]